# Sophie Fillières
Sophie Fillières (Parigi, 20 novembre 1964 – Parigi, 31 luglio 2023) è stata una sceneggiatrice e regista francese.

Era sorella maggiore dell'attrice Hélène Fillières.
Il film Ma vie ma gueule, le cui scene sono terminate tre settimane prima della morte della regista, viene curato dai figli Agathe et Adam Bonitzer in post-produzione, secondo il desiderio espresso dalla stessa Fillères. Il numero dei Cahiers du cinéma di gennaio 2024 riporta un articolo della produttrice Julie Salvador (società Christmas in July) nella pagina dedicata al film, che è inserito tra quelli più attesi della stagione 2024.

## Filmografia

### Sceneggiatrice e regista
- Des filles et des chiens - cortometraggio (1991)
- Grande petite (1994)
- Aïe (2000)
- Gentille (2005)
- Nathalie Moretti... - cortometraggio (2006)
- Antoine et Sidonie - cortometraggio (2006)
- Un chat un chat (2009)
- Arrête ou je continue (2014)
- La Belle et la Belle (2018)
- Ma vie ma gueule (2024)

### Sceneggiatrice
- Nord, regia di Xavier Beauvois (1991)
- Oublie-moi, regia di Noémie Lvovsky (1994)
- Sombre, regia di Philippe Grandrieux (1998)
- Un homme, un vrai, regia di Arnaud e Jean-Marie Larrieu (2003)
- Le Secret de l'enfant fourmi, regia di Christine François (2011)
- De bon matin, regia di Jean-Marc Moutout (2011)
- Ouf, regia di Yann Coridian (2012)
- Week-ends, regia di Anne Villacèque (2014)
- Tutti i ricordi di Claire (La Dernière folie de Claire Darling), regia di Julie Bertuccelli (2018)
- Garçon chiffon, regia di Nicolas Maury (2020)
- Si demain, regia di Fabienne Godet (2020)

### Attrice
- Tutti gli uomini di Victoria (Victoria), regia di Justine Triet (2016)
- Anatomia di una caduta (Anatomie d'une chute), regia di Justine Triet (2023)
- Super bourrés, regia di Bastien Milheau (2023)